# Thập niên 1590
Thập niên 1590 là thập niên diễn ra từ năm 1590 đến 1599.